# Marthina Brandt
Marthina Brandt (Vale Real,  31 de janeiro  de 1992) é uma modelo, empresária e rainha de beleza brasileira, eleita Miss Brasil 2015 representando o estado do Rio Grande do Sul. Com o feito, disputou a 64ª edição do Miss Universo,  realizado em 20 de dezembro de 2015, em Las Vegas, EUA onde ficou entre as 15 semifinalistas. 

## Carreira
Descendente de alemães, trabalha como modelo desde os 13 anos. Participou do Miss Rio Grande do Sul 2012 onde perdeu para a Miss Brasil 2012 Gabriela Markus, antes de vencer a edição 2015 e em seguida o Miss Brasil 2015. Brandt é a 13ª de seu Estado a conseguir o título e a 5ª gaúcha vencedora em menos de dez anos. É também a primeira loira em dez anos a ser eleita Miss Brasil, depois de Carina Beduschi em 2005.
Marthina chegou em Las Vegas como uma das favoritas ao título de Miss Universo. Após as preliminares, em 17 de dezembro, ganhou ainda mais destaque na imprensa internacional e já era favorita nas casas de apostas dos Estados Unidos, Reino Unido e Austrália. Na polêmica noite final, em 20 de dezembro, Marthina foi a primeira dentre as 15 semifinalistas anunciadas.
Pela primeira vez os telespectadores puderam participar como jurados do concurso, dando notas para as candidatas em cada um dos desfiles, através de uma aplicação. No primeiro desfile das 15 semifinalistas, em traje de banho, Marthina recebeu a quarta maior nota dos telespectadores porém quando o resultado foi somado ao do júri, a brasileira precocemente abandonou o concurso,não conseguindo avançar para o Top 10.
Foi diretora do concurso Miss Brasil entre 2020 e 2023.

### Concursos
| Concurso                                    | Representou       | Ano  |
| ------------------------------------------- | ----------------- | ---- |
| Miss Germany Brasil (Vencedora)             | Vale Real         | 2010 |
| Miss Caxias do Sul (Indicada)               | Indicada          | 2012 |
| Miss Rio Grande do Sul (Não se classificou) | Caxias do Sul     | 2012 |
| Miss Bom Princípio (Indicada)               | Indicada          | 2015 |
| Miss Rio Grande do Sul (Vencedora)          | Bom Princípio     | 2015 |
| Miss Brasil (Vencedora)                     | Rio Grande do Sul | 2015 |
| Miss Universo (Top 15)                      | Brasil            | 2015 |

## Vida pessoal
Durante seu reinado, Marthina desenvolveu um câncer de útero, que escondeu da opinião pública durante meses. Mesmo antes de disputar o Miss Universo, em dezembro de 2015, ela já sabia do resultado de um exame patológico feito após se sentir mal e recebeu, em Las Vegas, um telefonema de sua médica mandando-a voltar ao Brasil para fazer quimioterapia. Ela participou do concurso e retornou ao país direto para tratamento, mantendo sua condição totalmente em sigilo. Fazendo um tratamento quimioterápico não-convencional, perdeu algum cabelo – que conseguiu esconder usando mega hair – sentiu cansaço constante, perdeu peso e ficou com as unhas fracas. Mesmo assim cumpriu os compromissos estipulados e só a família e a organização do Miss Brasil sabiam do diagnóstico, que foi mantido em sigilo até às vésperas do Miss Brasil 2016, quando passaria a coroa à sua sucessora. Com inicialmente 40% de chance de cura, conseguiu se curar após intenso tratamento feito por três meses e meio, mas precisará fazer exames constantes pelos próximos cinco anos para evitar a volta do tumor.
Casada com o empresário Gabriel Rocha Kanner, teve seu primeiro filho em 2023.